# Boyshit
Singles de Madison Beer
Baby
(2020)
Clip vidéo
[vidéo] « "BOYSHIT" », sur YouTube
Boyshit (graphiquement rendu BOYSHIT) est un single de la chanteuse américaine Madison Beer, sorti le 11 décembre 2020 en tant que quatrième du premier album studio Life Support.

## Accueil
L'artiste a annoncé le single le 4 décembre 2020 sur ses réseaux sociaux, en même temps que la date de sortie de l'album.

## Personnel
- Madison Beer - interprète, auteur-compositeur
- Taylor Upsahl - auteure-compositrice
- Jake Banfield - producteur
- Leroy Clampitt - producteur
- Pete Nappi  - producteur

## Classement hebdomadaire
| Classement (2021)                              | Meilleure position |
| ---------------------------------------------- | ------------------ |
| Belgique (Flandre Ultratip Bubbling Under 100) | 27                 |